# Judíos persas
Los judíos persas o judíos iraníes son aquellos judíos históricamente relacionados con el Gran Irán.

## Historia

### Inicios
El judaísmo es una de las religiones más antiguas practicadas en Irán, y su presencia se remonta al final de los tiempos bíblicos. Los libros de Isaías, Daniel, Esdras, Nehemías, Ester y Crónicas contienen referencias a las vivencias de los judíos en Persia. En ellos se encuentran referencias a la vida y las experiencias de judíos en Persia. En el libro de Esdras se recoge que los reyes persas permitieron salir a los judíos para establecerse en Jerusalén y reconstruir su templo, lo que pudo hacerse gracias al "Decreto de Ciro II el Grande, Darío I y Artajerjes I." (Ezra 6:14). Este gran evento en la historia judía tuvo lugar a finales del siglo VI a. C., cuando existía una importante comunidad judía en la zona persa.

### Actualidad

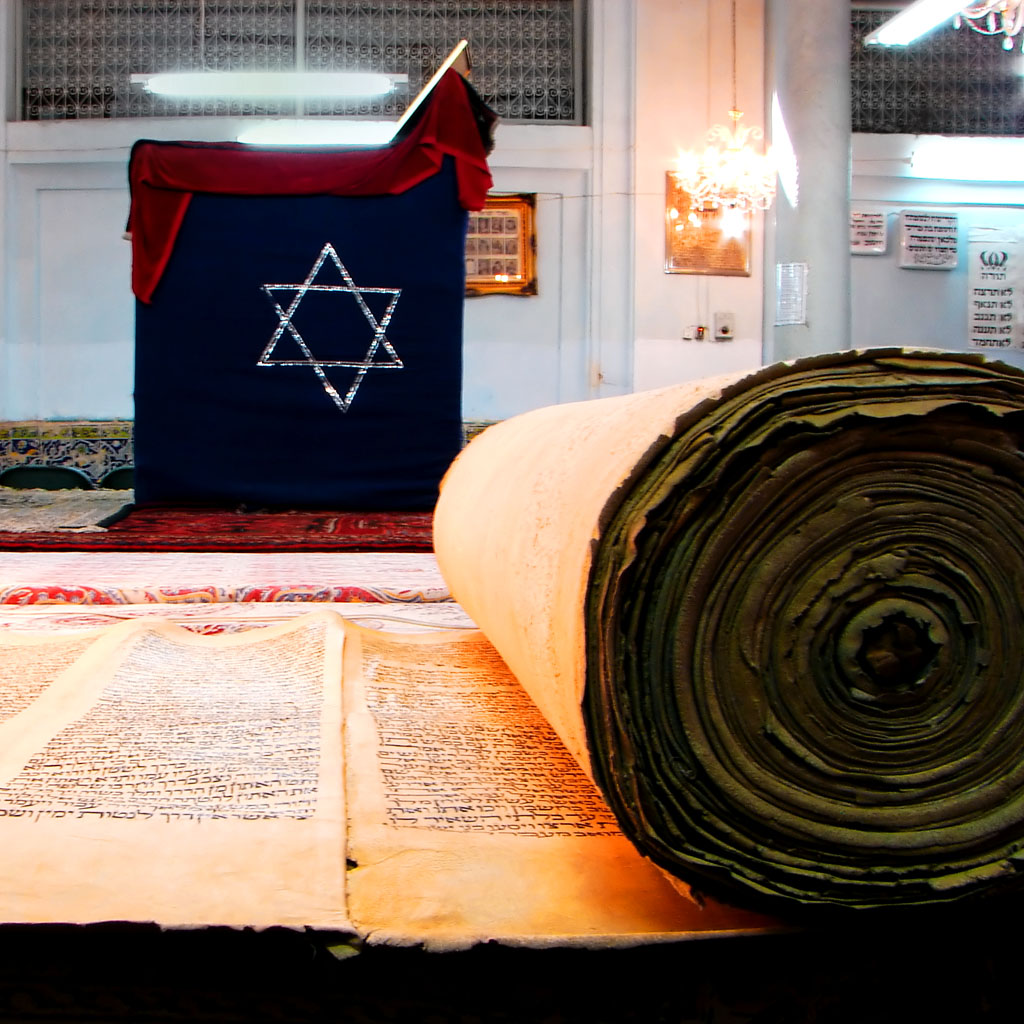
Sinagoga en Isfahán.

En la actualidad, el mayor grupo de judíos persas que emigraron de Irán se encuentra en Israel (75 000 en 1993, incluyendo a israelíes de segunda generación).En los últimos años, los judíos persas se han asimilado a la población israelí, por lo que es difícil obtener una cifra real. En Estados Unidos hay unos 45 000 judíos persas de primera generación, especialmente en las áreas metropolitanas de Los Ángeles y Nueva York. 
Según algunas estimaciones, permanecen en Irán entre 30 000 y 40 000 judíos persas,, especialmente en Teherán, Isfahán (3 000), y Shiraz. Otras fuentes más recientes reducen el número paulatinamente a 25 000 y 20 000, cuando en 1979 en la revolución iraní, el número era de 80 000.El último censo realizado de la población judía a nivel mundial (año 2002), estima en unos 11 200 (año 1986) los judíos censados en este país.
La BBC demostró que en la ciudad de Yazd residen diez familias judías, de las cuales seis están emparentadas por matrimonio, aunque otras fuentes estiman que el número es más alto. Históricamente, los judíos han residido en muchas ciudades iraníes, siendo este el país musulmán con un mayor porcentaje de población judía.

### Diáspora
Algunas comunidades se han mantenido sin comunicación con otras comunidades judías y por este motivo se esgrime que la denominación de Judíos Persas se utiliza para referirse a judíos que hablan lenguas iranias. Durante el apogeo del Imperio persa, se estima que el 20% de la población era judía. Desde tiempos inmemoriales, un considerable número de judíos persas se separó del resto y en la actualidad se les conoce como los Judíos de Bujará y los Judíos de la Montaña. Por otro lado, en Irán residen personas descendientes directas de judíos convertidos al Islam o a la Fe Bahai.
Los judíos que emigraron a la antigua Persia residían en comunidades que aún hoy en día se mantienen en varios de los Estados que ocupan territorios del antiguo imperio como Irán, Afganistán, Azerbaiyán, Pakistán, Kirguistán, Tayikistán, Turkmenistán y el noroeste de la India. Existen además pequeñas comunidades en Europa Occidental, Australia y Canadá.
En el marco de las tensiones entre los Estados Unidos e Irán, así como entre Irán e Israel, judíos persas de Estados Unidos e israelíes ofrecieron dinero a los judíos que aún se encontraban en Irán para emigrar a California o a Israel, algo que los judíos iraníes rechazaron en julio de 2007.

### Sinagogas
La Sinagoga Abrishamí (en persa: كنيسه ابريشمى) fue construida en septiembre de 1965 en el barrio de clase media-alta de la calle Kaj-e Shomalí (actualmente, calle de Palestina) en la ciudad de Teherán (Irán). El terreno sobre el que se construyó el complejo escolar y la sinagoga fue cedido por el filántropo judío iraní, Aghayán Abrishamí y posee un área de 1 025 metros cuadrados. La fundación fue creada originalmente con el nombre de Fundación Cultural Tzedek, con la misión de supervisar la construcción y el funcionamiento del complejo formado por la sinagoga y la escuela Abrishamí.
La Sinagoga de Yusefabad (en persa: کنیسه یوسف‌آباد) es una de las sinagogas más grandes de Teherán (Irán), en el barrio del mismo nombre. El nombre oficial de la sinagoga de Yusefabad es sukat Shalom. El edificio original que albergaba la sinagoga se completó a principios de 1950. Con el crecimiento de la población judía de la capital, especialmente en el barrio de Yusefabad, se consideró que era necesario un edificio nuevo. Con la ayuda de líderes locales de la comunidad encabezados por Avraham Yusian, la construcción de la nueva fachada se terminó en octubre de 1965. Las puertas de la nueva sinagoga se abrieron al público en la festividad de Rosh Hashaná del año 5726 (en el calendario hebreo).

## Terminología
Los persas en Israel (siendo casi todos ellos judíos) son denominados Parsim (en hebreo: פרסים‎ que significa "Persas"). Los judíos en Irán (y judíos en general) son denominados con los términos: Kalimi, que es considerado el más correcto, Yahudi, que es menos formal pero correcto, Israel, que es incluso menos formal, y Jood o Johood, utilizado de forma coloquial y que puede ser considerado ofensivo si lo usa un no judío. En la actualidad, el término Judíos iraníes es el utilizado para referirse a los judíos de la actual República Islámica de Irán, pero en varios textos históricos, el término se utiliza para referirse a los judíos que hablan lenguas iranias.[cita requerida]